# Kasteel Ophemert
Kasteel Ophemert of 't Hoge Huis is een Nederlands kasteel in de gemeente West Betuwe, gelegen ten noorden van het dorp Ophemert in het Gelderse rivierengebied. Het is sinds 2004 onderdeel van de van rijkswege beschermde historische buitenplaats Ophemert. 

## Geschiedenis

### Eigenaren
Sommige literatuur geeft als jaar van oudste vermelding 1265, toen Rudolf de Cock eigenaar van het kasteel zou zijn. De oudste schriftelijke vermelding dateert van 1403 als hertog Reinoud IV van Gelre den Huijse en gesete tot Ophemert met den Bongert in leen geeft aan ridder Sweeder van Weerdenborch. Tot 1552 waren het huis en de heerlijkheid in bezit van het geslacht De Cock van Waardenburg.
In 1552 werd het kasteel met heerlijkheid verkocht aan Frederik van Haeften die het in 1558 nalaat aan zijn vader Allard van Haeften, die het weer naliet aan zijn jongste zoon Reinier. Diens zoon Johan en kleinzoon Walraven werden heer van Ophemert. 
Tot 1844 bleef Ophemert in het bezit van het geslacht (De Cocq) van Haeften. In dat jaar overleed de ongehuwde Anna Margriet barones van Haeften, vrouwe van Ophemert, Zennewijnen en Meerlo (1782-1844) die Ophemert uit erfenis van haar vader had verkregen. Zij liet het huis Ophemert na aan haar neef Barthold baron Mackay (1773-1854), die tevens haar raadsman was. De Schotse familie Mackay was verwant door het huwelijk in 1790 van Barthold de Cocq van Haeften (1755-1808) met Arnoldina Margaretha barones Mackay (1771-1849). 
In 1963 kwam het landgoed door vererving aan Hugh William Mackay (1937-2013) die op 24 maart 2010 kasteel, koetshuis en overige opstallen met bijna 4 hectare grond in erfpacht afstond aan Alexander Coenraad Arthur baron van Dedem. Na zijn overlijden werd zijn zoon Aeneas Simon Mackay Lord Reay (*Londen 1965) enig erfgenaam van de Nederlandse goederen, wat impliceert dat wanneer de erfpacht van Ophemert ooit zou vervallen het eigendom aan hem vervalt.

### Bouwgeschiedenis
Het kasteel in zijn tegenwoordige staat dateert voornamelijk uit de 17e eeuw toen het moest worden verbouwd nadat het huis beschadigd raakte bij een Franse inval. In de jaren 50 van de 20e eeuw heeft een restauratie plaatsgevonden in samenwerking met Rijksdienst voor het Cultureel Erfgoed.

## Huidige functie
Het kasteel wordt niet meer bewoond. Het wordt soms gebruikt voor concerten van onder andere Het Gelders Orkest. In de kasteeltuin worden buitenconcerten gegeven. Het is een officiële gemeentelijke trouwlocatie, het wordt gebruikt als vergadercomplex en er kan overnacht worden.